# Natalija Grujić
Natalija Grujić (serbisch-kyrillisch Наталија Грујић, * 22. März 2006) ist eine serbische Leichtathletin, die sich auf den Mittelstreckenlauf spezialisiert hat.

## Sportliche Laufbahn
Erste internationale Erfahrungen sammelte Natalija Grujić im Jahr 2022, als sie bei den U20-Balkan-Hallenmeisterschaften in Belgrad in 10:50,21 min den siebten Platz im 3000-Meter-Lauf belegte. Im Juni gelangte sie bei den U18-Balkan-Meisterschaften in Bar mit 4:46,27 min auf den vierten Platz im 1500-Meter-Lauf und anschließend verpasste sie bei den U18-Europameisterschaften in Jerusalem mit 4:43,20 min den Finaleinzug. Zudem wurde sie im Dezember bei den Crosslauf-Europameisterschaften in Turin nach 15:39 min 81. im U20-Rennen. Im Jahr darauf lief sie bei den Crosslauf-Europameisterschaften 2023 in Brüssel nach 24:02 min auf dem 80. Platz im U20-Rennen ein und 2024 siegte sie bei den U20-Balkan-Hallenmeisterschaften in Belgrad in 4:25,68 min über 1500 Meter sowie in 3:58,41 min auch mit der serbischen 4-mal-400-Meter-Staffel. Im März wurde sie nach 23:37 min 66. im U20-Rennen bei den Crosslauf-Weltmeisterschaften in Belgrad und im August gelangte sie bei den U20-Weltmeisterschaften in Lima mit 4:30,22 min auf den 15. Platz über 1500 Meter. Im Jahr darauf belegte sie bei den U20-Balkan-Hallenmeisterschaften in Sofia in 4:31,64 min den vierten Platz. Eine Woche darauf belegte sie bei den Balkan-Hallenmeisterschaften in Belgrad in 4:35,49 min den vierten Platz. Im August schied sie bei den U20-Europameisterschaften in Tampere mit 3:37,99 min im Vorlauf über 1500 Meter aus.
2024 wurde Grujić serbische Meisterin im 1500-Meter-Lauf und 2022 wurde sie Hallenmeisterin im 3000-Meter-Lauf sowie 2024 in der 4-mal-400-Meter-Staffel.

## Persönliche Bestleistungen
- 800 Meter: 2:08,83 min, 12. Mai 2024 in Kraljevo
- 1500 Meter: 4:20,02 min, 1. Juni 2024 in Kraljevo
  - 1500 Meter (Halle): 4:24,17 min, 27. Januar 2024 in Belgrad
- 3000 Meter: 10:11,50 min, 6. Februar 2022 in Belgrad